# 수사나 아바이투아
수사나 아바이투아(Susana Abaitua, 1990년 10월 5일 ~ )는 스페인의 배우이다.

## 출연 작품
- 미치도록 사랑해 - 카를라 역